# Câmara Municipal de Porto Alegre
Câmara Municipal de Porto Alegre (CMPA), por vezes chamada informalmente de Câmara de Vereadores de Porto Alegre, é o órgão legislativo do município de Porto Alegre, capital do Rio Grande do Sul. Atualmente, está na XIX legislatura e é composta por 35 vereadores. O seu prédio, projetado pelo arquiteto Cláudio Araújo em estilo modernista, é chamado de Palácio Aloísio Filho e funciona como sede da Câmara desde maio de 1986. Está localizado na Avenida Loureiro da Silva, n.° 255, no bairro Praia de Belas, próximo ao Centro Histórico de Porto Alegre.

## História

### Início

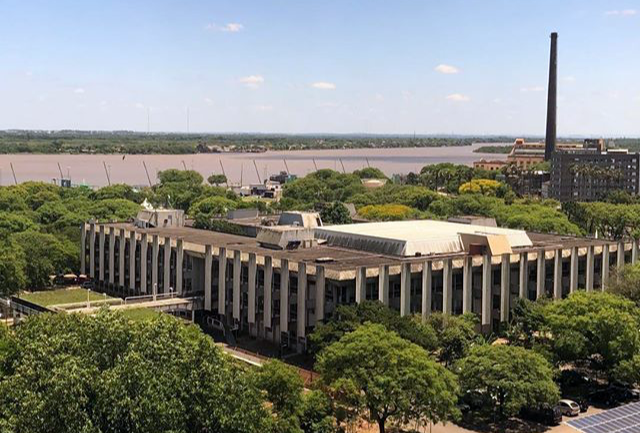
Vista dos fundos do Palácio Aloísio Filho, sede da Câmara Municipal de Porto Alegre, em 2018

A Câmara de Porto Alegre foi criada em 1773, quando a capital da então Capitania de São Pedro do Rio Grande do Sul foi transferida de Viamão para a Freguesia de Nossa Senhora da Madre de Deus de Porto Alegre. A primeira sessão ocorreu no dia 6 de setembro, reunindo cinco vereadores eleitos para mandatos de três anos.
Naquela época, os parlamentares conciliavam atividades legislativas com tarefas que hoje são atribuídas aos prefeitos. O presidente da Câmara era a autoridade mais importante da instituição e, assim como seus colegas, não era remunerado para exercer sua função.
Até o final do século XVIII e no começo do século XIX, os vereadores executaram em parceria, ou a mando do governo, obras públicas, tais como o calçamento da freguesia, que foi elevada à vila em 1808. Participaram inclusive da demarcação dos limites territoriais de Porto Alegre.
O primeiro presidente da Câmara Municipal de Porto Alegre foi o tenente-coronel André Machado de Moraes Sarmento (biênio 1869-1870).

### Sedes
Na década de 1870, a Câmara ganhou sua primeira sede própria, passando a ocupar um prédio na  Praça Marechal Deodoro, arquitetonicamente semelhante ao Theatro São Pedro. Porém, a Casa da Câmara acabou transformada em Tribunal de Justiça, e os vereadores tiveram de voltar a trabalhar em um solar arrendado no antigo Largo dos Ferreiros, a atual Praça Montevidéu. No mesmo local, instalou-se o gabinete do primeiro intendente da capital. Na noite de 19 de novembro de 1949, a antiga Casa da Câmara foi destruída por um incêndio; em seu lugar, hoje, está o Tribunal de Justiça do Estado do Rio Grande do Sul.
Posteriormente, a Câmara funcionou dentro do Paço dos Açorianos (de 1947 a 1949); no Edifício Intendente José Montaury, localizado na Rua Siqueira Campos, n.° 1300; e no Centro Municipal de Cultura, Arte e Lazer Lupicínio Rodrigues. Em 1986, a Câmara Municipal passou finalmente a contar com uma sede definitiva e capaz de fornecer uma estrutura adequada para suas atividades: o Palácio Aloísio Filho, nomeado em homenagem ao ex-presidente da Câmara José Aloísio Filho.

## XIX legislatura (2025–2028)
Esta é uma lista dos vereadores de Porto Alegre da XIX legislatura (2025-2028), atualizada em 18 de agosto de 2025.

### Lista de vereadores com mandato
| Vereador                 | Partido      | Votos  | Ref.   |
| ------------------------ | ------------ | ------ | ------ |
| Jessé Sangalli           | PL           | 22 966 | [ 10 ] |
| Karen Santos             | PSOL         | 20 207 | [ 10 ] |
| Comandante Nádia         | PL           | 18 010 | [ 10 ] |
| Ramiro Rosário           | NOVO         | 16 450 | [ 10 ] |
| Grazi Oliveira           | PSOL         | 14 321 | [ 10 ] |
| Giovane Byl              | PODE         | 12 115 | [ 10 ] |
| Pedro Ruas               | PSOL         | 12 070 | [ 10 ] |
| Roberto Robaina          | PSOL         | 10 033 | [ 10 ] |
| Moisés Barboza           | PSDB         | 8 603  | [ 10 ] |
| Jonas Reis               | PT           | 8 235  | [ 10 ] |
| Gilvani o Gringo         | Republicanos | 7 891  | [ 10 ] |
| Marcelo Bernardi         | PSDB         | 7 759  | [ 10 ] |
| Tiago Albrecht           | NOVO         | 7 615  | [ 10 ] |
| Alexandre Bublitz        | PT           | 7 144  | [ 10 ] |
| Gilson Padeiro           | PSDB         | 7 070  | [ 10 ] |
| José Freitas             | Republicanos | 6 746  | [ 10 ] |
| Marcos Felipi            | Cidadania    | 6 618  | [ 10 ] |
| Mariana Lescano          | PP           | 6 389  | [ 10 ] |
| Cláudia Araújo           | PSD          | 6 321  | [ 10 ] |
| Márcio Bins Ely          | PDT          | 6 296  | [ 10 ] |
| Psicóloga Tanise Sabino  | MDB          | 6 270  | [ 10 ] |
| Juliana de Souza         | PT           | 6 261  | [ 10 ] |
| Rafael Fleck             | MDB          | 5 908  | [ 10 ] |
| Vera Armando             | PP           | 5 693  | [ 10 ] |
| Mauro Pinheiro           | PP           | 5 661  | [ 10 ] |
| Erick Dênil              | PCdoB        | 5 376  | [ 10 ] |
| Giovani Culau e Coletivo | PCdoB        | 4 902  | [ 10 ] |
| Aldacir Oliboni          | PT           | 4 869  | [ 10 ] |
| Natasha Ferreira         | PT           | 4 718  | [ 10 ] |
| Carlo Carotenuto         | Republicanos | 4 644  | [ 10 ] |
| Atena Roveda             | PSOL         | 4 260  | [ 10 ] |
| Hamilton Sossmeier       | PODE         | 4 053  | [ 10 ] |
| Coronel Ustra            | PL           | 2 669  | [ 10 ] |

### Vereadores atualmente em licença
| Vereador titular   | Partido | Votos | Substituto        | Partido | Votos | Ref.   |
| ------------------ | ------- | ----- | ----------------- | ------- | ----- | ------ |
| Fernanda Barth     | PL      | 7 063 | Alexandre Bobadra | PL      | 2 627 | [ 10 ] |
| Professor Vitorino | MDB     | 5 315 | Idenir Cecchim    | MDB     | 3 629 | [ 10 ] |

### Votos por partido
| Partido      | Votos  | Ref.   |
| ------------ | ------ | ------ |
| PSOL         | 60 891 | [ 10 ] |
| PL           | 43 645 | [ 10 ] |
| PT           | 31 227 | [ 10 ] |
| NOVO         | 24 065 | [ 10 ] |
| PSDB         | 23 432 | [ 10 ] |
| Republicanos | 19 281 | [ 10 ] |
| PP           | 17 743 | [ 10 ] |
| PODE         | 16 168 | [ 10 ] |
| MDB          | 12 178 | [ 10 ] |
| PCdoB        | 10 278 | [ 10 ] |
| Cidadania    | 6 618  | [ 10 ] |
| PSD          | 6 321  | [ 10 ] |
| PDT          | 6 296  | [ 10 ] |

## Comissões permanentes

### Comissão de Defesa do Consumidor e Direitos Humanos (CEDECONDH)

#### Integrantes
| Vereador          | Partido | Posição         | Ref.   |
| ----------------- | ------- | --------------- | ------ |
| Erick Dênil       | PCdoB   | Presidente      | [ 11 ] |
| Pedro Ruas        | PSOL    | Vice-presidente | [ 11 ] |
| Fernanda Barth    | PL      | Integrante      | [ 11 ] |
| Marcelo Bernardi  | PSDB    | Integrante      | [ 11 ] |
| Vera Armando      | PP      | Integrante      | [ 11 ] |
| Alexandre Bobadra | PL      | Integrante      | [ 11 ] |

### Comissão de Constituição e Justiça (CCJ)

#### Integrantes
| Vereador          | Partido | Posição         | Ref.   |
| ----------------- | ------- | --------------- | ------ |
| Ramiro Rosário    | NOVO    | Presidente      | [ 12 ] |
| Mauro Pinheiro    | PP      | Vice-presidente | [ 12 ] |
| Alexandre Bublitz | PT      | Integrante      | [ 12 ] |
| Jessé Sangalli    | PL      | Integrante      | [ 12 ] |
| Márcio Bins Ely   | PDT     | Integrante      | [ 12 ] |
| Roberto Robaina   | PSOL    | Integrante      | [ 12 ] |

### Comissão de Economia, Finanças, Orçamentos e Mercosul (CEFOR)

#### Integrantes
| Vereador                 | Partido | Posição         | Ref.   |
| ------------------------ | ------- | --------------- | ------ |
| Giovane Byl              | PODE    | Presidente      | [ 12 ] |
| Giovani Culau e Coletivo | PCdoB   | Vice-presidente | [ 12 ] |
| Mariana Lescano          | PP      | Integrante      | [ 12 ] |
| Natasha Ferreira         | PT      | Integrante      | [ 12 ] |
| Tiago Albrecht           | NOVO    | Integrante      | [ 12 ] |

### Comissão de Urbanização, Transportes e Habitação (CUTHAB)

#### Integrantes
| Vereador       | Partido      | Posição         | Ref.   |
| -------------- | ------------ | --------------- | ------ |
| Karen Santos   | PSOL         | Presidente      | [ 13 ] |
| Jonas Reis     | PT           | Vice-presidente | [ 13 ] |
| Idenir Cecchim | MDB          | Integrante      | [ 13 ] |
| Coronel Ustra  | PL           | Integrante      | [ 13 ] |
| José Freitas   | Republicanos | Integrante      | [ 13 ] |
| Marcos Felipi  | Cidadania    | Integrante      | [ 13 ] |

### Integrantes
| Vereador         | Partido      | Posição         | Ref.   |
| ---------------- | ------------ | --------------- | ------ |
| Rafael Fleck     | MDB          | Presidente      | [ 14 ] |
| Juliana de Souza | PT           | Vice-presidente | [ 14 ] |
| Carlo Carotenuto | Republicanos | Integrante      | [ 14 ] |
| Gilson Padeiro   | PSDB         | Integrante      | [ 14 ] |
| Grazi Oliveira   | PSOL         | Integrante      | [ 14 ] |

### Comissão de Saúde e Meio Ambiente (COSMAM)

#### Integrantes
| Vereador                | Partido      | Posição         | Ref.   |
| ----------------------- | ------------ | --------------- | ------ |
| Psicóloga Tanise Sabino | MDB          | Presidente      | [ 15 ] |
| Cláudia Araújo          | PSD          | Vice-presidente | [ 15 ] |
| Aldacir Oliboni         | PT           | Integrante      | [ 15 ] |
| Atena Roveda            | PSOL         | Integrante      | [ 15 ] |
| Gilvani o Gringo        | Republicanos | Integrante      | [ 15 ] |
| Hamilton Sossmeier      | PODE         | Integrante      | [ 15 ] |